# Franciszek Gradowski
Franciszek Gradowski herbu Półkozic (ur. ok. 1545, zm. po 1599) – marszałek hospodarski, sekretarz królewski, poeta.
Przodkowie Gradowskiego wywodzili się z Małopolski, jednak w początkach XVI w. osiedli w okolicach Kowna. Franciszek Gradowski urodził się ok. 1545 jako syn Andrzeja, związanego z ruchem innowierczym. W 1565 rozpoczął studia na uniwersytecie w Wittenberdze. W latach 1578–1580 był poborcą łanowym w powiecie kowieńskim. W 1588 uczestniczył jako delegat koła rycerskiego w poselstwie stanów litewskich do nowo wybranego króla Zygmunta III. W 1589 był sygnatariuszem ratyfikacji traktatu bytomsko-będzińskiego na sejmie pacyfikacyjnym. Pełnił funkcję sekretarza Zygmunta III Wazy oraz Stefana Batorego. Wiadomo, że żył jeszcze w 1599. Po tej dacie brak o nim wzmianek.
Znany jest jeden utwór poetycki Gradowskiego – obszerny poemat w języku łacińskim Hodoeporicon Moschicum (Wyprawa moskiewska), opisujący zagon Krzysztofa Radziwiłła Pioruna na teren Rosji w 1581 podczas wojny polsko-rosyjskiej 1577–1582. Z treści utworu nie wynika, czy w zagonie brał udział sam Gradowski.